# Somme-Vesle
Somme-Vesle ist eine französische Gemeinde mit 346 Einwohnern (Stand: 1. Januar 2022) im Département Marne in der Region Grand Est (vor 2016: Champagne-Ardenne). Die Gemeinde gehört zum Arrondissement Châlons-en-Champagne und zum Kanton Argonne Suippe et Vesle. 

## Geographie
Somme-Vesle liegt etwa 18 Kilometer ostnordöstlich des Stadtzentrums von Chalons-en-Champagne. Hier entspringt der Fluss Vesle. Umgeben wird Somme-Vesle von den Nachbargemeinden Saint-Remy-sur-Bussy und Tilloy-et-Bellay im Norden, Auve im Osten und Nordosten, Herpont im Osten, Poix im Süden sowie Courtisols im Westen.

## Bevölkerungsentwicklung
| Jahr                       | 1962 | 1968 | 1975 | 1982 | 1990 | 1999 | 2006 | 2011 | 2018 |
| Einwohner                  | 189  | 237  | 246  | 227  | 221  | 226  | 327  | 434  | 369  |
| Quellen: Cassini und INSEE |      |      |      |      |      |      |      |      |      |

## Sehenswürdigkeiten
- Kirche Saint-Martin